# V-21
La V-21 es la autovía de acceso de la ciudad de Valencia por el norte y pertenece a la Red estatal de carreteras de España, también conocida como autovía de Puzol, que es competencia del Ministerio de Transportes, Movilidad y Agenda Urbana. La autovía cuenta en su totalidad con tres carriles por sentido. El carril izquierdo en el tramo que discurre entre Masalfasar y Valencia en ambos sentidos, esta reservado como carril Bus-VAO.

## Historia
La V-21 en un principio formaba parte de la autopista del Mediterráneo A-7 que une Valencia y Barcelona. Al construirse el by-pass esta autopista se renombró como N-221 y servía de acceso a Valencia por el norte, y actualmente ha sido renombrada como V-21.
Esta autovía V-21 junto con la autovía V-31 y atravesando la ciudad de Valencia en dirección Alicante (por las avenidas de Cataluña, Blasco Ibáñez, Cardenal Benlloch, Eduardo Boscá, Peris y Valero y Ausiás March) (itinerario por la fuente de la Pantera Rosa), fue el itinerario para el tráfico pesado, de corto y largo recorrido de la autopista del mediterráneo A-7, hasta la inauguración en 1990 de la circunvalación By-pass de Valencia, evitó que todo el tráfico continuará atravesando la ciudad de Valencia y acabó con el semáforo de Europa. Aún hay algunos conductores que siguen utilizando este antiguo recorrido ( V-21, V-31 y la ciudad de Valencia) debido a que sirve como un atajo para el tráfico procedente de Barcelona, Castellón y Teruel en dirección Alicante y Albacete para evitar la circunvalación y tener que hacer más kilómetros, pero el tiempo por este recorrido es mayor pues hay que atravesar la ciudad de Valencia y recorrer diferentes avenidas con semáforos.

## Trazado actual
La V-21 es un itinerario muy concurrido, sobre todo, por el transporte de mercancías que se dirige hacia el Puerto y que procede de la provincia de Castellón. Inicia su recorrido en el enlace con la A-7, AP-7 y la V-23. Bordea Puzol. A continuación, bordea la localidad de El Puig. Después, se va hacia el litoral bordeando las playas de El Puig y de Puebla de Farnals. También bordea el pólígono industrial de Masalfasar y Masamagrell (donde enlaza con la CV-32), y, Albuixech, y sigue por el litoral hasta llegar a Port Saplaya, donde la circunvala y tras pasarla, pasa por encima el barranco del Carraixet. Tras hacer esto, ya gira a la derecha y tras no pasar por el barrio y playa de La Patacona, llega finalmente a su destino: Valencia, más concretamente, a la avenida de Cataluña.

## Recorrido
| Velocidad | Esquema | Salida | Sentido Valencia (ascendente)                                                                                  | Sentido A-7 (decendente)                                                                                       | Notas |
| --------- | ------- | ------ | --- | --- | ----- |
|           |         |        | | A-7 AP-7 Castellón - Barcelona                                                                                 |       |
|           |         |        | V-21 Acceso norte a Valencia                                                                                   | |       |
|           |         | 1b 1a  | | CV-3007 Puzol norte V-23 Sagunto - Puerto de Sagunto A-23 Teruel - Zaragoza                                    |       |
|           |         | 2      | | Puzol este - Playa de Puzol                                                                                    |       |
|           |         | 5      | El Puig - Playa del Puig                                                                                       | El Puig - Playa del Puig                                                                                       |       |
|           |         | 9      | CV-32 Masalfasar - Puebla de Farnals - Masamagrell - Museros                                                   | CV-32 Masalfasar - Puebla de Farnals - Masamagrell - Museros                                                   |       |
|           |         | 14     | CV-311 Almácera - Alboraya - Port Saplaya                                                                      | CV-311 Almácera - Alboraya - Port Saplaya                                                                      |       |
|           |         | 18     | bulevar norte tránsitos - Valencia norte c/ Dr. Vicente Zaragoza avda. de los Naranjos Universidad Politécnica | bulevar norte tránsitos - Valencia norte c/ Dr. Vicente Zaragoza avda. de los Naranjos Universidad Politécnica |       |
|           |         |        | | Acceso norte a Valencia                                                                                        |       |
|           |         |        | avda. Cataluña Valencia                                                                                        | |       |